# Weißenkirchen in der Wachau
Weißenkirchen in der Wachau is een gemeente in de Oostenrijkse deelstaat Neder-Oostenrijk, gelegen in het district Krems-Land (KR). De gemeente heeft ongeveer 1500 inwoners.

## Geografie
Weißenkirchen in der Wachau heeft een oppervlakte van 23,28 km². Het ligt in het noordoosten van het land, ten noordwesten van de hoofdstad Wenen en ten zuiden van de grens met Tsjechië.

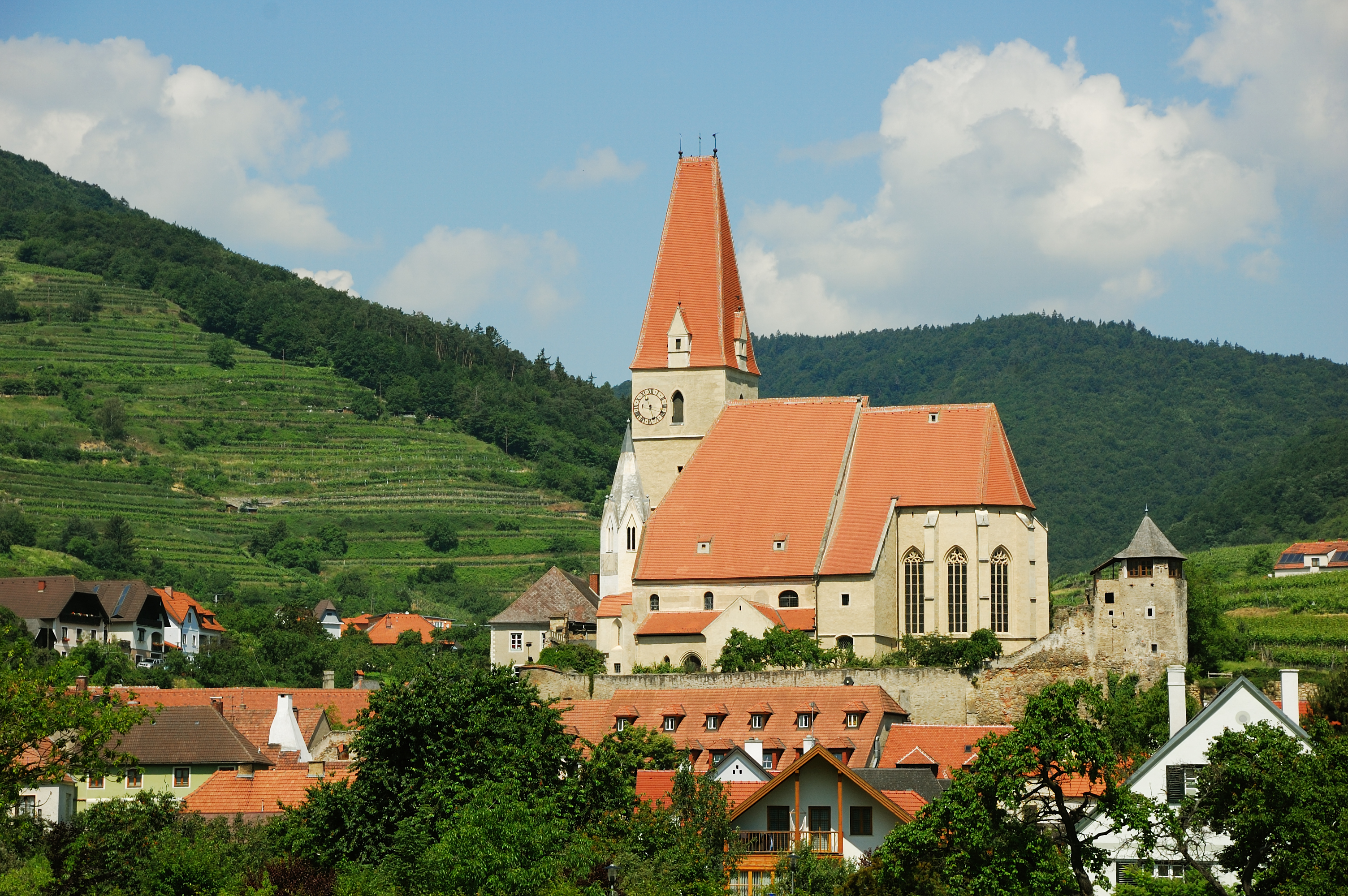
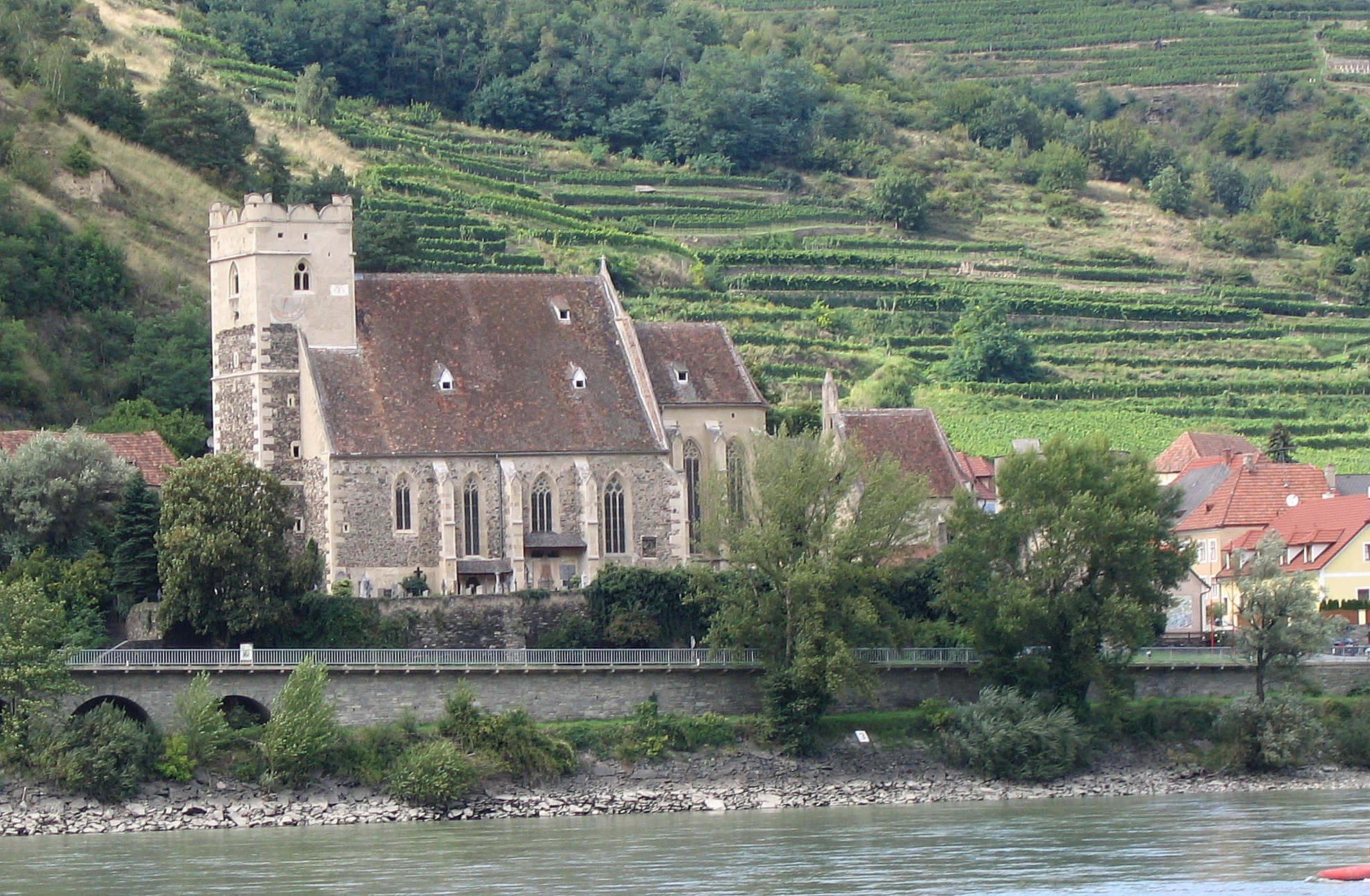
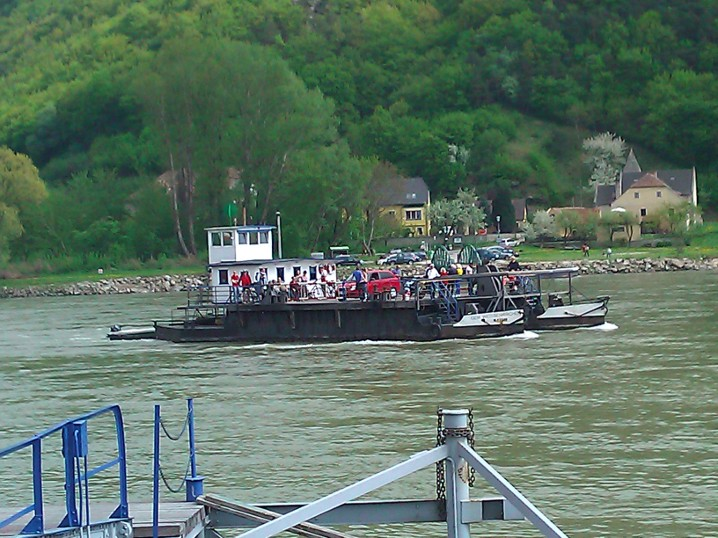
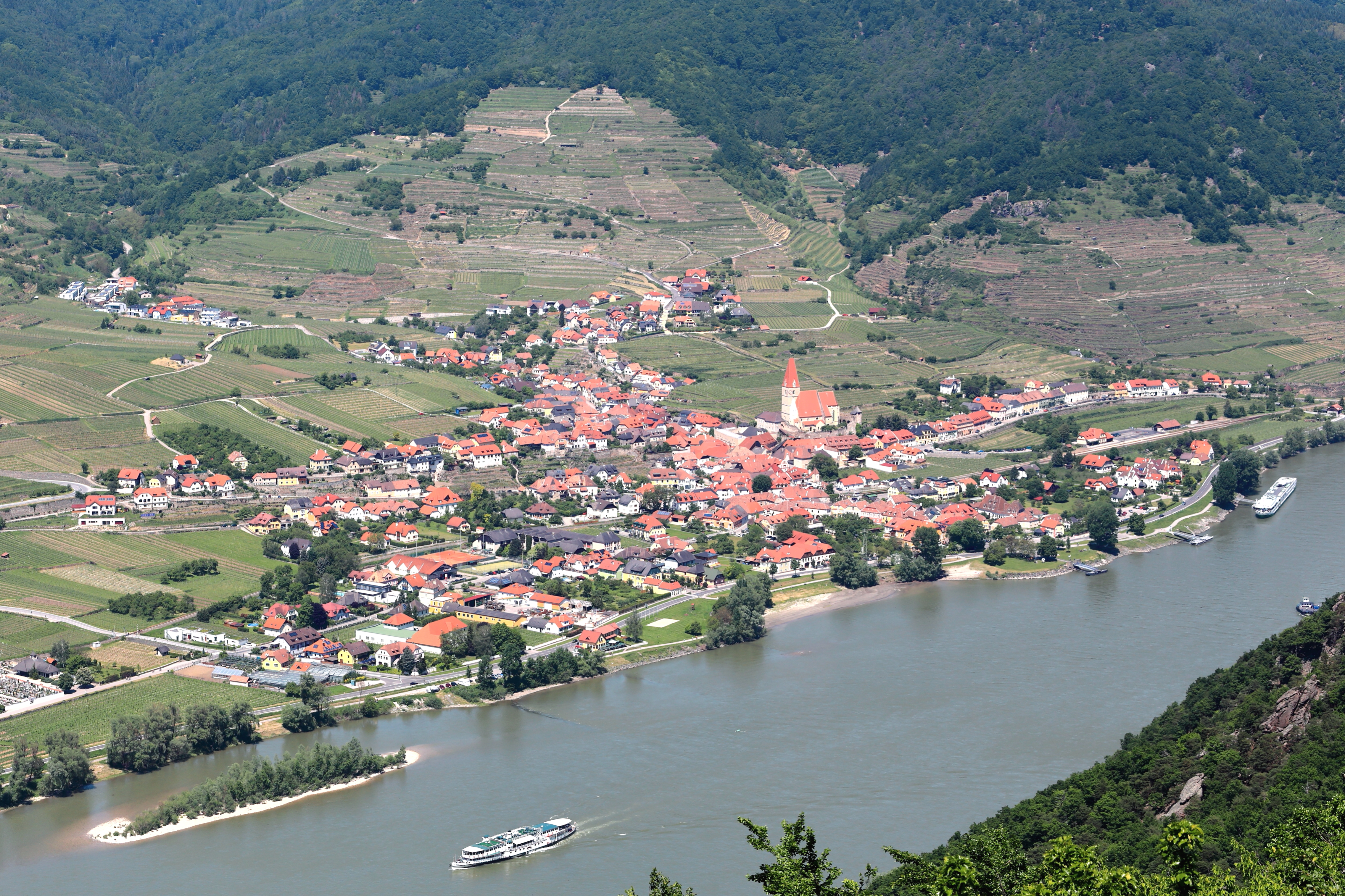
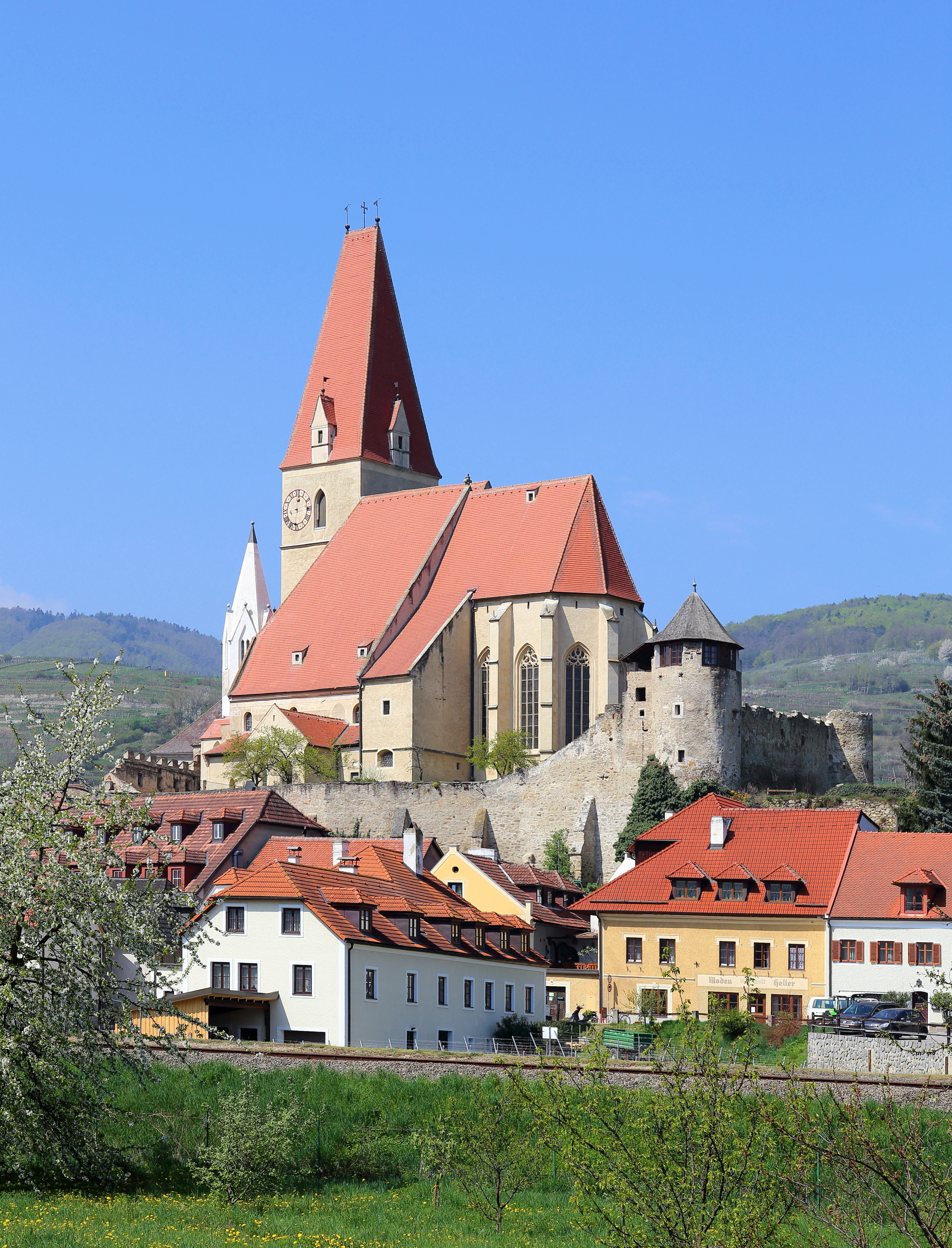

Aggsbach · Albrechtsberg an der Großen Krems · Bergern im Dunkelsteinerwald · Droß · Dürnstein · Furth bei Göttweig · Gedersdorf · Gföhl · Grafenegg · Hadersdorf-Kammern · Jaidhof · Krumau am Kamp · Langenlois · Lengenfeld · Lichtenau im Waldviertel · Maria Laach am Jauerling · Mautern an der Donau · Mühldorf · Paudorf · Rastenfeld · Rohrendorf bei Krems · Rossatz-Arnsdorf · Schönberg am Kamp · Senftenberg · Spitz · St. Leonhard am Hornerwald · Straß im Straßertale · Stratzing · Weinzierl am Walde · Weißenkirchen in der Wachau
- Gemeinsame Normdatei: 4065248-8
- Library of Congress Control Number: n82081386
- Nationale Bibliotheek van Israël: 987007550445905171
- Virtual International Authority File: 131371563
- WorldCat: E39PBJxH4kJTpQGqtqbCxmH3cP